# Talent Chawapiwa
Talent Chawapiwa (Harare, 3 giugno 1992) è un calciatore zimbabwese, attaccante del Simba Bhora.

## Palmarès

### Club

#### Competizioni nazionali
- Coppa di Lega sudafricana: 1

Baroka: 2018